# Kieräsaari (ö i Mellersta Finland, Jyväskylä)
Kieräsaari är en ö i Finland. Den ligger i sjön Lievestuoreenjärvi och i kommunen Laukas i den ekonomiska regionen  Jyväskylä ekonomiska region  och landskapet Mellersta Finland, i den centrala delen av landet, 250 km norr om huvudstaden Helsingfors. Öns area är 13 hektar och dess största längd är 0,8 kilometer i nord-sydlig riktning.